# Бишівська сільська рада (Радехівський район)
| Бишівська сільська рада — колишній орган місцевого самоврядування у Радехівському районі Львівської області з адміністративним центром у с. Бишів. Історична дата утворення: в 1940 році. Водоймища на території, підпорядкованій даній раді: річка Млинівка. Сільській раді були підпорядковані населені пункти: - с. Бишів - с. Забава - с. Ордів - с. Торки |

## Склад ради
Рада складалася з 15 депутатів та голови.

### Керівний склад ради
| ПІБ                        | Основні відомості                                                                                            | Дата обрання | Дата звільнення |
| -------------------------- | --- | ------------ | --------------- |
| Сологуб Володимир Петрович | Сільський голова, 1960 року народження, освіта, член Народного Руху України                                  | 26.03.2006   | 31.10.2010      |
| Коцько Роман Ярославович   | Сільський голова, 1972 року народження, освіта середня спеціальна, член Всеукраїнського об'єднання «Свобода» | 31.10.2010   |                 |

Примітка: таблиця складена за даними джерела